# Villaquejida
Villaquejida è un comune spagnolo di 1 084 abitanti situato nella comunità autonoma di Castiglia e León.